# Copa de la Amistad
La Copa de la Amistad es uno de los torneos de fútbol base más importantes de Latinoamérica, creada y jugada en el Perú desde 1983, y organizada por la Academia Deportiva Cantolao.
Al contar, este torneo, con la aprobación de la FIFA, el apoyo de la Federación Peruana de Fútbol y UNICEF, se le considera como un torneo internacional de fútbol oficial.
En el 2008, se disputó la vigésimo quinta edición desarrollado en Lima y el Callao.

## Historia
El torneo es, en realidad, varias competiciones jugadas en paralelo. Las categorías son definidas de acuerdo a la edad de los jugadores. Así, puede haber competiciones desde los 6 años hasta los 16 años. Cada equipo participante es libre de inscribir la cantidad de equipos que crea conveniente. Pueden tener más de un equipo, si así cree conveniente, en una misma categoría. En varias ediciones se han visto finales entre los equipos A contra el B de una misma institución (por lo general, el propio Cantolao).
Desde su primera edición, y gracias a las grandes participaciones que los equipos juveniles de la Academia obtenían en otros torneos, la I Edición de esta Copa suscitó el interés de muchas instituciones no solo de Lima, sino también de ciudades como Arequipa, Cusco o Trujillo.
Tras el transcurso de los años, algunos equipos del extranjero empezaron a participar en calidad de invitados, y luego regularmente, así es la situación de equipos como Deportivo Cuenca, Federación Deportiva del Guayas y Emelec de Ecuador; Las Chivas de México, Newell's Old Boys de Argentina, entre otros. También han participado de manera esporádica equipos como Colo-Colo de Chile, Corinthias de Brasil, Academia Tahuichi Aguilera de Bolivia o, la reciente sensación del torneo, The Kids League de Uganda.
En épocas recientes, también hubo un gran progreso: la inclusión de un torneo especial para el fútbol femenino, divididas -al igual que los hombres- en categorías por edades.

## Escenarios
En un principio, solía jugarse en el Gran Complejo que la Academia solía tener en el Callao, con grandes finales jugadas en el Estadio Nacional de Lima.
Pero, tras la pérdida de dichos terrenos, la Academia se ha visto obligada a pasear el torneo por varios escenarios. Los escenarios habituales han sido la VIDENA de Lima; Colegio San Agustín de San Isidro; Colegio Hideyo Nogushi, Colegio Claretiano y Colegio Liceo Naval de San Miguel y el Colegio San Antonio Marianistas del Callao.

## Figuras
Como semillero importante del fútbol, la Copa de la Amistad ha visto a grandes jugadores de distintas partes del mundo destilando su calidad en sus canchas. Así tenemos por ejemplo a Lionel Messi, Javier Zanetti, Kily González, Álvaro Recoba, Marco Antonio Etcheverry, Harold Lozano de Colombia.
También tuvo a grandes referentes del fútbol peruano jugando en la historia de este torneo, destacando los nombres de Jefferson Farfán, Paolo Guerrero, Nolberto Solano, Roberto Palacios, Juan Vargas, Flavio Maestri, entre otros; así como aquellos que pertenecieron a la anfitriona Academia Deportiva Cantolao como Claudio Pizarro, Carlos "Kukín" Flores, Juan Carlos Mariño, Paolo de la Haza, Daniel Chávez, Carlos Zambrano, Donny Neyra, Néstor Duarte, Reimond Manco, Junior Ross, Ryan Salazar, Miguel Rebosio, Luis Guadalupe, Jean Ferrari, Joao Grimaldo, entre otros.

## Prensa deportiva
Este torneo tiene el apoyo de toda la prensa deportiva del país y medios del exterior debidamente coordinados por la jefatura de prensa a cargo del reconocido periodista Joel Ochoa López, que a su vez elabora anualmente la revista oficial del torneo, con un tiraje de 20 mil ejemplares, distribuidos a los participantes, auspiciadores y público en general, sin costo alguno.
Ochoa construye la revista oficial del torneo hace 15 años, y entre sus anécdotas contadas por el mismo a medios de prensa de Argentina. Recuerda los primeros pasos en el fútbol de la megaestrella Lionel Messi, que precisamente pasó por la Copa de la Amistad en 1997, y que él mismo aplaudió personalmente.[cita requerida]
Su labor al frente de esta academia hace que haya sido distinguido por sus colegas como el mejor periodista de fútbol base del Perú.[cita requerida]